# Copa Piauí
La Copa Piauí es un campeonato eventualmente realizado por la Federação de Futebol do Piauí (FFP) desde 2006.
En el primer año de disputa, el propósito de esta competición era decidir los dos representantes del estado en el Campeonato Brasileño de Serie C. En 2007, 2008, 2012 y 2013 el ganador de la Copa quedaba con la segunda plaza del estado en la Copa de Brasil del año siguiente. En 2009 el ganador se clasificó para el Campeonato Brasileño de Serie D.

## Palmarés
| Año       | Campeón      | Subcampeón   |
| --------- | ------------ | ------------ |
| 2006      | River        | Flamengo     |
| 2007      | Barras       | Piauí        |
| 2008      | Flamengo     | Picos        |
| 2009      | Flamengo     | Picos        |
| 2010-2011 | No disputado | No disputado |
| 2012      | Flamengo     | River        |
| 2013      | Flamengo     | Piauí        |
| 2014      | No disputado | No disputado |
| 2015      | Parnahyba    | Flamengo     |
| 2016      | No disputado | No disputado |
| 2017      | 4 de Julho   | River        |
| 2018      | No disputado | No disputado |

## Títulos por equipo
| Equipo     | Títulos                    | Subtítulos     |
| ---------- | -------------------------- | -------------- |
| Flamengo   | 4 (2008, 2009, 2012, 2013) | 2 (2006, 2015) |
| Ríver      | 1 (2006)                   | 2 (2012, 2017) |
| 4 de Julho | 1 (2017)                   | 0              |
| Parnahyba  | 1 (2015)                   | 0              |
| Barras     | 1 (2007)                   | 0              |
| Piauí      | 0                          | 2 (2007, 2013) |
| Picos      | 0                          | 2 (2008, 2009) |